# Max Wallies
Max Wallies, lateinisch Maximilianus Wallies (* 15. Juli 1856 in Kolberg, Provinz Pommern; † 28. August 1925 in Berlin) war ein deutscher Altphilologe.
Wallies besuchte das Berliner Gymnasium zum Grauen Kloster und bestand dort 1874 die Reifeprüfung. Anschließend studierte er Klassische Philologie und wurde 1878 an der Universität Halle promoviert. Im Jahr darauf bestand er das Staatsexamen in den Fächern Deutsch, Latein und Griechisch. Das Probejahr leistete er 1879 am Joachimsthalschen Gymnasium ab, 1880 wurde er wissenschaftlicher Hilfslehrer, 1881 ordentlicher Lehrer und 1892 Oberlehrer am Berliner Sophiengymnasium. 1899 wurde ihm der Professoren-Titel, 1910 der Rote Adlerorden IV. Klasse verliehen. 1921 trat er in den Ruhestand.
Wallies hatte sich in seinen eigenen Arbeiten mit der Topik des Aristoteles und der Topik Ciceros beschäftigt. Für die Commentaria in Aristotelem Graeca gab er verschiedene Aristoteles-Kommentare in insgesamt acht Teilbänden heraus. 1923 gab er postum eine Edition der Topik und der Schrift De sophisticis elenchis des Aristoteles heraus, die der im Ersten Weltkrieg in Gefangenschaft seinen schweren Verwundungen erlegene Hans Strache vorbereitet hatte.

## Schriften (Auswahl)
- De fontibus Topicorum Ciceronis. Diss. Halle 1878.
- Die griechischen Ausleger der Aristotelischen Topik. Programm Sophiengymnasium. Berlin 1891.
- Aristotelis Topica cum libro De sophisticis elenchis. E schedis Ioannis Strache edidit Maximilian Wallies. Leipzig 1923.

Commentaria in Aristotelem Graeca
- 2, 1: Alexandri In Aristotelis Analyticorum priorum librum I commentarium. 1883.
- 2, 2: Alexandri Aphrodisiensis In Aristotelis Topicorum libros octo commentaria. 1891.
- 2, 3: Alexandri Aphrodisiensis Quod fertur in Aristotelis sophisticos elenchos commentarium. 1898.
- 4, 6: Ammonii In Aristotelis Analyticorum priorum librum I commentarium. 1899.
- 5, 1: Themistii Analyticorum posteriorum paraphrasis. 1900.
- 13, 2: Ioannis Philoponi In Aristotelis Analytica priora commentaria. 1905.
- 13, 3: Ioannis Philoponi In Aristotelis Analytica posteriora commentaria cum anonymo in librum II. 1909.
- 23, 3: Themistii Quae fertur in Aristotelis Analyticorum priorum librum I paraphrasis. 1884.